# Нанитон-энд-Бедуэрт
Нанитон-энд-Бедуэрт (англ. Nuneaton and Bedworth) — неметрополитенский район (англ. Non-metropolitan district) со статусом боро в графстве Уорикшир (Англия). Административный центр — город Нанитон.

## География
Район расположен в северной части графства Уорикшир, граничит с графствами Уэст-Мидлендс на юге и Лестершир на севере.

## Состав
В состав района входит 2 города: 
- Бедуэрт
- Нанитон